# Norman Slater
Norman Bernard Slater (ur. 23 stycznia 1894 w San Francisco, zm. 1 marca 1979 w Sacramento) – amerykański sportowiec, olimpijczyk, zdobywca złotego medalu w turnieju rugby union na Letnich Igrzyskach Olimpijskich w 1924 roku w Paryżu.

## Życiorys
Był synem Louise, córki irlandzkiej emigrantki, i pochodzącego z Szetlandów Johna, kapitana żeglugi wielkiej. Miał trójkę rodzeństwa – Marguerite, Jamesa Herberta oraz Colby'ego, również złotego medalistę olimpijskiego. Uczęszczał do Berkeley High School, jednak nigdy nie rozpoczął studiów.
W trakcie kariery sportowej reprezentował Olympic Club w piłce nożnej i koszykówce. W wieku trzydziestu lat, będąc już żonaty i mając dwójkę dzieci, został nominowany do reprezentacji Stanów Zjednoczonych, z którą zagrał w turnieju rugby union na Letnich Igrzyskach Olimpijskich 1924. Wystąpił w jednym meczu tych zawodów – 11 maja Amerykanie wygrali na Stade de Colombes z Rumunami 37–0, w drugim zaś był sędzią liniowym. Wygrywając oba pojedynki Amerykanie zwyciężyli w turnieju zdobywając tym samym złote medale igrzysk.
Był to jego jedyny występ w reprezentacji kraju, a wraz z pozostałymi amerykańskimi złotymi medalistami w rugby union został w 2012 roku przyjęty do IRB Hall of Fame.
W październiku 1928 roku porzucił pracę mechanika w San Francisco  i przeprowadził się do Clarksburga, by prowadzić farmę z bratem, Colbym. Obaj w 1947 roku byli inicjatorami powstania miejscowej straży pożarnej, której Norman Slater przewodził do odejścia na emeryturę w 1962 roku.
W 1970 roku przeprowadził się do Sacramento, gdzie osiem lat później zmarł.